# C/2018 K1 (Weiland)
C/2018 K1 (Weiland) — короткоперіодична комета типу комети Галлея. Відкрита 25 травня 2018 року; була 17.1m на час відкриття.